# Peñarroya de Tastavins
Peñarroya de Tastavins (en catalán: Pena-roja o Pena-roja de Tastavins) es un municipio y localidad española de la provincia de Teruel, en la comunidad autónoma de Aragón. El término municipal, ubicado en la comarca del Matarraña, tiene una población de 460 habitantes (INE 2024).

## Historia
Estas tierras, antes del cuaternario, estaban cubiertas por el mar como demuestran los fósiles que abundan por el municipio. Se encontraron restos del neolítico (cueva del Bòrio), restos íberos y restos romanos.
La villa de Peñarroya de Tastavins se asienta bajo el Tossal de la Mola, en una explanada en la que en tiempos estaba el antiguo castillo. Al amparo de dicho castillo, se fue formando el caserío, que con el paso del tiempo fue bajando la ladera de su montaña.

### Edad Media
Fue reconquistada a los moros por el rey Alfonso II de Aragón. En el año 1169. Peñarroya de Tastavins, aparecía vinculada al señorío de Monroyo por donación del rey Alfonso. En octubre de 1185, pasó al Arzobispado de Tarragona, aunque por renuncia, permuta o transacción. El rey de Aragón, Pedro I, el 3 de abril de 1209, traspasó Peñarroya a la Orden Militar de Calatrava, orden a la que permaneció vinculada de forma ininterrumpida.
El poblamiento se inició en septiembre de 1271, por licencia que dio Álvaro Fernández comendador mayor de Alcañiz y Monroyo con el consentimiento de los caballeros del convento de la orden. Concedió a los habitantes el territorio y el antiguo castillo y les pidió que hicieran una muralla alrededor del municipio, un horno de pan y un molino de harina. El título de villa a Peñarroya fue otorgado por el maestro de Calatrava Alonso Pérez, en nombre propio y del gobierno de la orden, el 6 de enero de 1337. De paso, concedió y autorizó la creación de jurado y notario propio, el uso de peso y medida de la villa y el establecer carnicería y taberna.
La vecina villa de Fórnoles quedó sometida a Peñarroya de Tastavins desde 1397 hasta 1613 cuando ambos municipios se separaron. Durante la Guerra contra Juan III, la villa de Peñarroya fue asediada por las tropas catalanas partidarias de la Generalitat y algunas casas del municipio fueron incendiadas. El privilegio de celebrar una feria anual de 15 días cada 1 de septiembre se consiguió el 6 de enero de 1471, por concesión real. 

### Edad Moderna y Contemporánea
En 1601, la orden de Calatrava exige al municipio que le muestren el molino de aceite que en su día se establece en la Carta pobla.
Durante la guerra de la Independencia, el municipio sufrió el ramalazo de la destrucción del mismo modo que sucedió con la guerra civil cuando la iglesia parroquial fue devastada. Durante la primera guerra carlista, en el mes de abril del año 1840, Peñaroya fue ocupada por las tropas carlistas. El general Espartero mandó seis batallones, dos escuadras y una batería de montaña para recuperar la población. A mediados del siglo XIX, la villa tenía contabilizada una población de 1507 habitantes. Aparece descrita en el decimosegundo volumen del Diccionario geográfico-estadístico-histórico de España y sus posesiones de Ultramar de Pascual Madoz de la siguiente manera:

PEÑAROYA: v. con ayunt. en la prov. de Teruel (16 leg.), part. jud. de Valderrobres (2 1/2), aud. terr. y dióc. de Zaragoza (24) y c. g. de Aragon: sit. en la margen der. del r. Tastavius, en el declive de un monte muy pendiente cuya cumbre es una peña roja; el clima es frio, pero sano. Se compone de 280 casas de mediana construccion, entre ellas la del ayunt., una escuela de instruccion primaria, igl. parr. (Sta. María la Mayor), servida por un cura de entrada y de provision ordinaria, 2 ermitas con culto público y un cementerio en buena sit. Confina el térm. por el N. con el de Fuentespalda; E. Benifasá, prov. de Castellon; S. el anterior y Hervés, y O. Torre de Arcas; pasa por él. el precitado r. de Tastavius, procedente de Hervés, con cuvas aguas se riegan algunos trozos de tierra y recibe impulso un molino harinero, yendo las restantes al Matarraña; hay en este térm. hasta 91 masías ó casas de campo diseminadas. El terreno participa de monte y llano, siendo de secano en su generalidad, pues tan solo se riegan algunos jornales de tierra. caminos: pasa uno de carril en direccion de Monroyo, siendo los restantes de herradura. El correo se recibe de la cab. del part. prod.: cereales, vino, aceite, almendra, nueces y otras frutas; hay ganado lanar y caza menor. ind.: la agrícola y algunos telares de lienzos de lino y cáñamo. pobl.: 377 vec., 1,507 almas. riqueza imp.: 110,251 rs.
Historia. Esta v. padeció bastante en la última guerra civil: en el mes de abril del año 1840 ocupaban su fuerte las tropas carlistas; pero el general Espartero mandó al general Leon hiciese por apoderarse de dicho fuerte, en el que todavía trabajaban sus defensores. Este general se dirigió á Peñaroya con 6 batallones, 2 escuadrones y 1 batería de montaña. A su aproximacion dispararon los carlistas algunos cañonazos, repitiéndolos constantemente desde que los sitiadores estuvieron al alcance. Tales disposiciones exigian que Leon verificase un ataque que tuvo lugar, ocupando el pueblo á la carrera 2 compañías de cazadores de la segunda brigada, mientras que una seccion de la batería de montaña contestaba el fuego de los carlistas y se dirigoan 2 batallones á envolver la posicion del fuerte. Los carlistas evacuaron la plaza descolgándose por los muros; y perseguidos por 2 compañías de cazadores y escolta de Leon, se rindieron prisioneros 1 capitan, 2 tenientes y 21 individuos de tropa. Los de la reina, al ocupar el fuerte, hallaron en él un cañpn de á 8, otros efectos de guerra y todas las municiones y víveres.
(Madoz, 1849, p. 788)

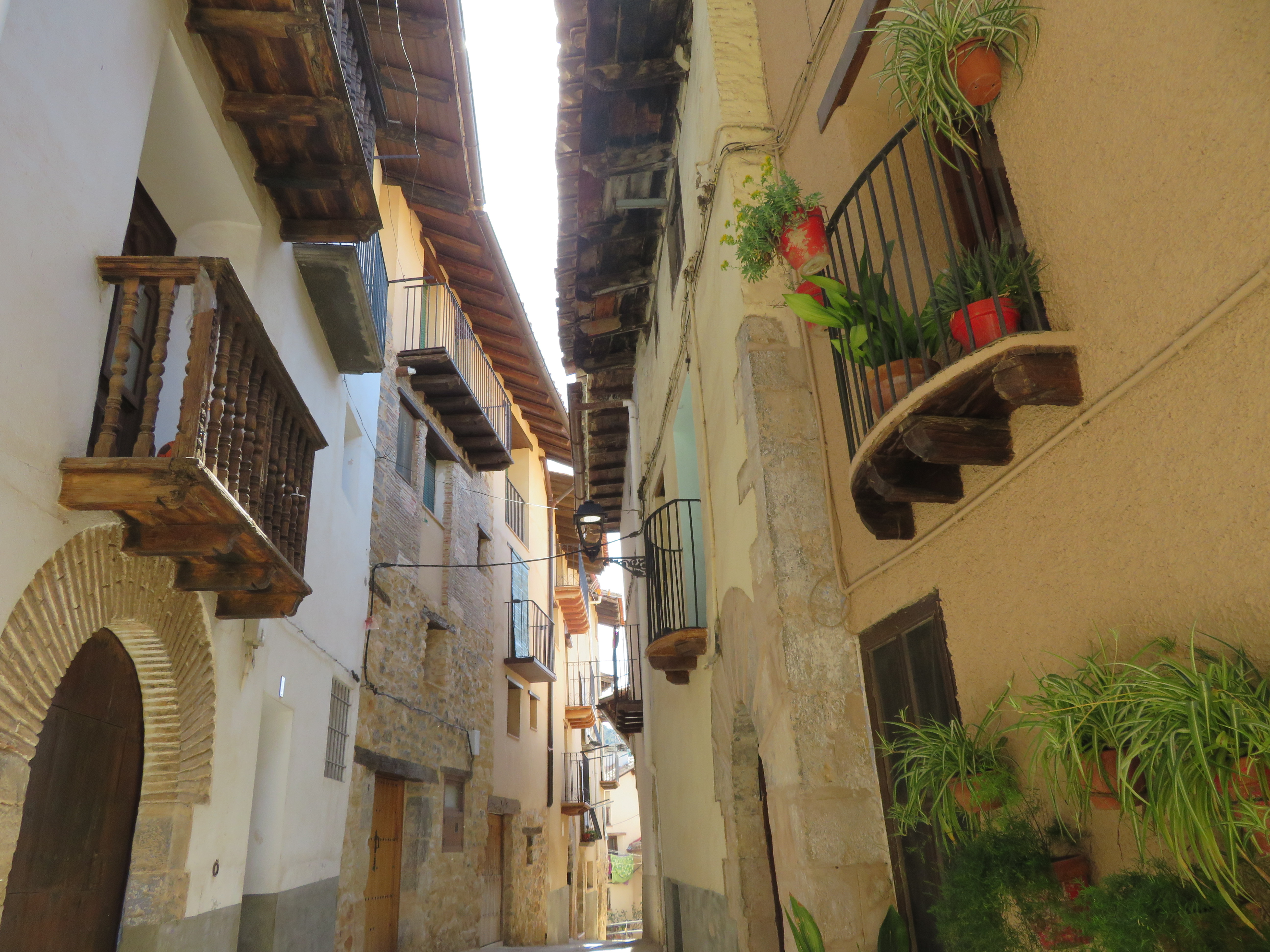
Calle de la localidad

Hasta la reforma de la nomenclatura municipal de 1916 el municipio se llamaba simplemente Peñarroya. En dicha fecha su nombre fue modificado por el de Peñarroya de Tastavius. La evolución demográfica del municipio ha sido significativa a lo largo de la historia con una población de 1507 habitantes en el año 1842, 1274 en el año 1940 y 509 habitantes en la actualidad, descenso debido a consecuencia de la falta de trabajo para mujeres y jóvenes, quienes en muchos casos , se han visto obligados a abandonar sus raíces y al envejecimiento paulatino de la población.

## Demografía
Peñarroya de Tastavins cuenta con una población de 460 habitantes (INE 2024).
| Gráfica de evolución demográfica de Peñarroya de Tastavíns entre 1842 y 2021 |
| |
| Población de derecho según los censos de población del INE Población de hecho según los censos de población del INEEn estos censos se denominaba Peñarroya: 1842, 1857, 1860, 1877, 1887, 1897, 1900 y 1910 En este censo se denominaba Peñarroya de Tastavius: 1920 |

## Administración y política
| Período   | Alcalde                    | Partido |  |
| --------- | -------------------------- | ------- |  |
| 1979-1983 | José Manuel Belsa Meseguer | UCD     |  |
| 1983-1987 | José Manuel Belsa Meseguer | PSOE    |  |
| 1987-1991 | José Manuel Belsa Meseguer | PSOE    |  |
| 1991-1995 | José Manuel Belsa Meseguer | PSOE    |  |
| 1995-1999 | José Román Roda            | PSOE    |  |
| 1999-2003 | José Román Roda            | PSOE    |  |
| 2003-2007 | Francisco Esteve Lombarte  | PAR     |  |
| 2007-2011 | Francisco Esteve Lombarte  | PAR     |  |
| 2011-2015 | Francisco Esteve Lombarte  | PAR     |  |

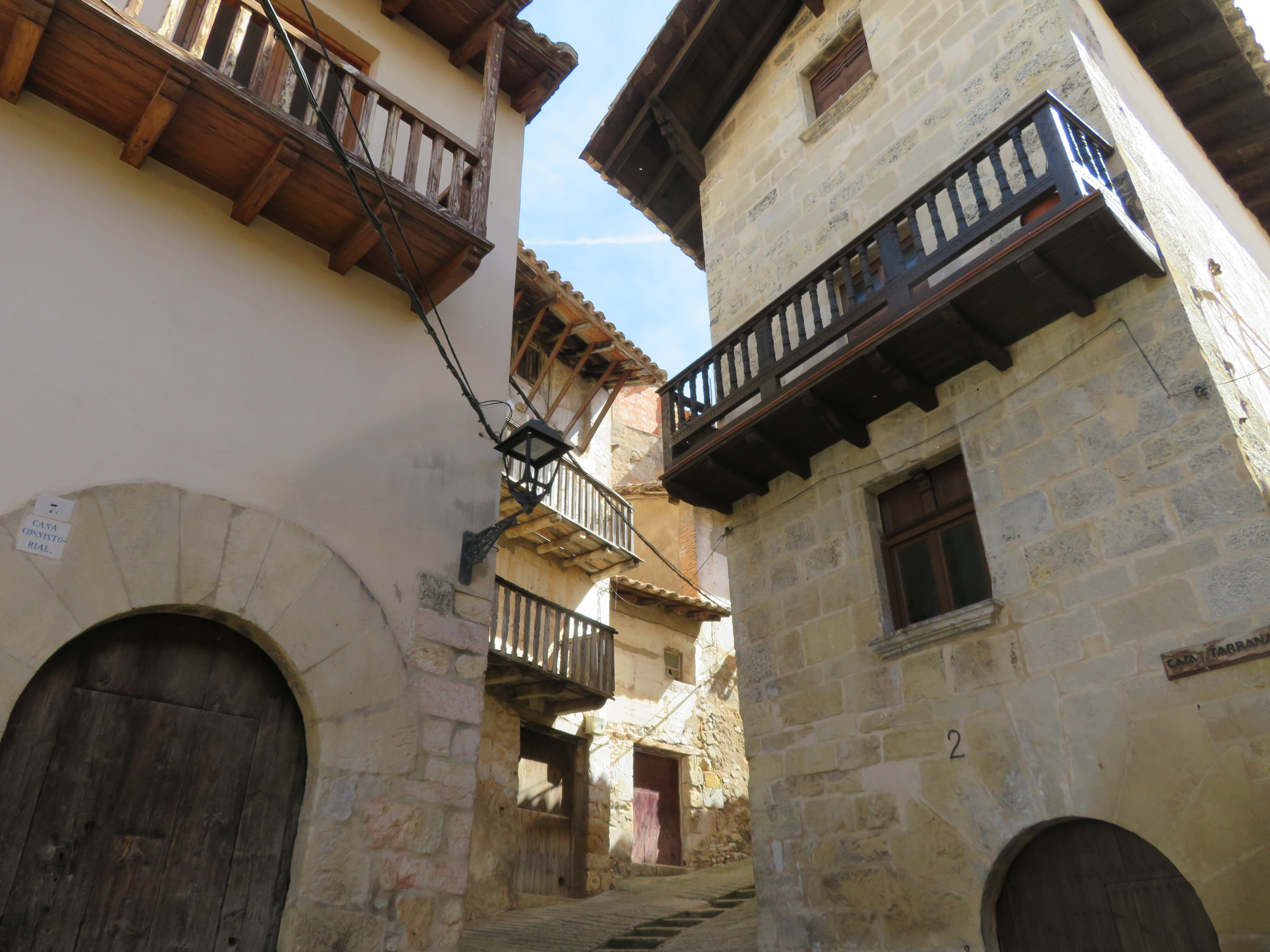
Casa consistorial

El actual alcalde es Ricardo Blanc Albesa, del Partido Aragonés.
| Partido político    | Partido político                                   | 2003   | 2007   | 2011   | 2015   | 2019   | 2023   |
| Partido político    | Partido político                                   | Ediles | Ediles | Ediles | Ediles | Ediles | Ediles |
|                     | Partido Aragonés (PAR)                             | 3      | 4      | 4      | 4      | —      | 4      |
|                     | Partido de los Socialistas de Aragón (PSOE-Aragón) | 3      | 2      | 1      | 2      | —      | 3      |
|                     | Partido Popular de Aragón (PP)                     | 1      | 1      | 2      | 1      | —      | —      |
| Total de concejales | Total de concejales                                | 7      | 7      | 7      | 7      | 7      | 7      |

## Patrimonio arquitectónico y natural

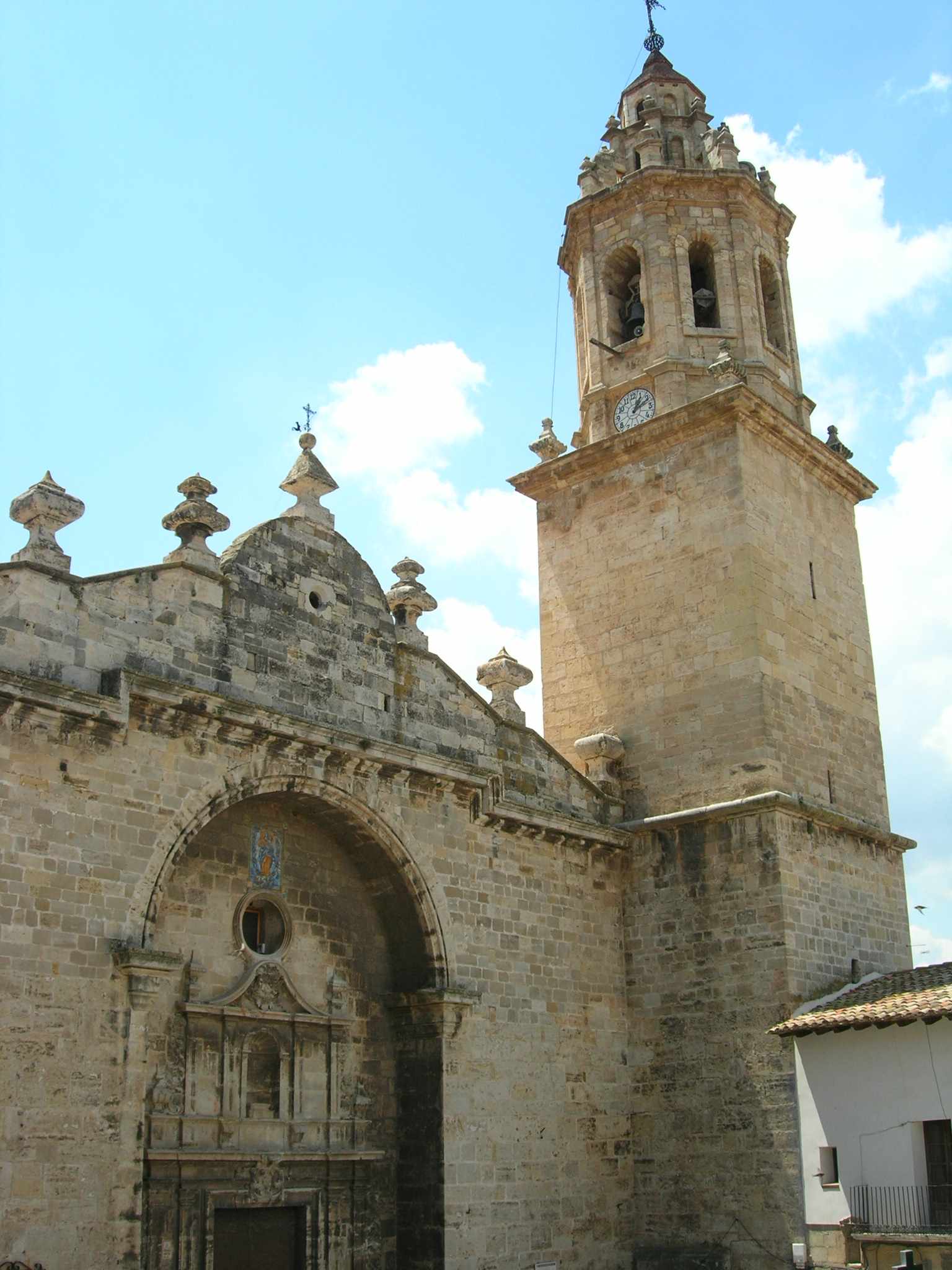
Iglesia de Santa María la Mayor

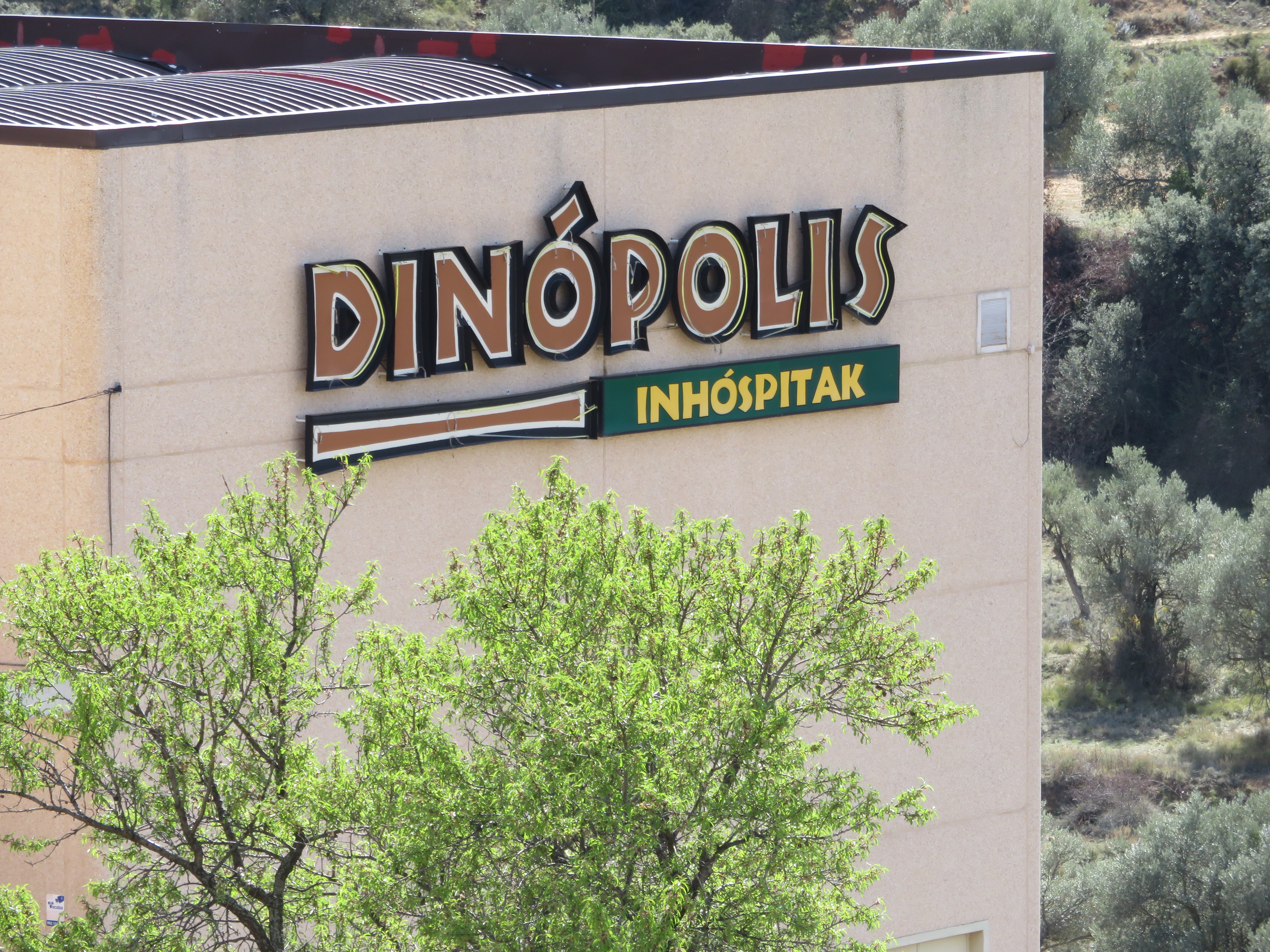
Inhóspitak, centro museístico del Territorio Dinópolis, ubicado en Peñarroya de Tastavins.

- Iglesia de Santa María la Mayor. Declarada bien de interés cultural, se trata de una iglesia construida en el siglo XVIII en estilo barroco clasicista. Su fábrica es de mampostería combinada con sillar y consta de nave triple.Carpintería mudéjar en el santuario Virgen de la Fuente

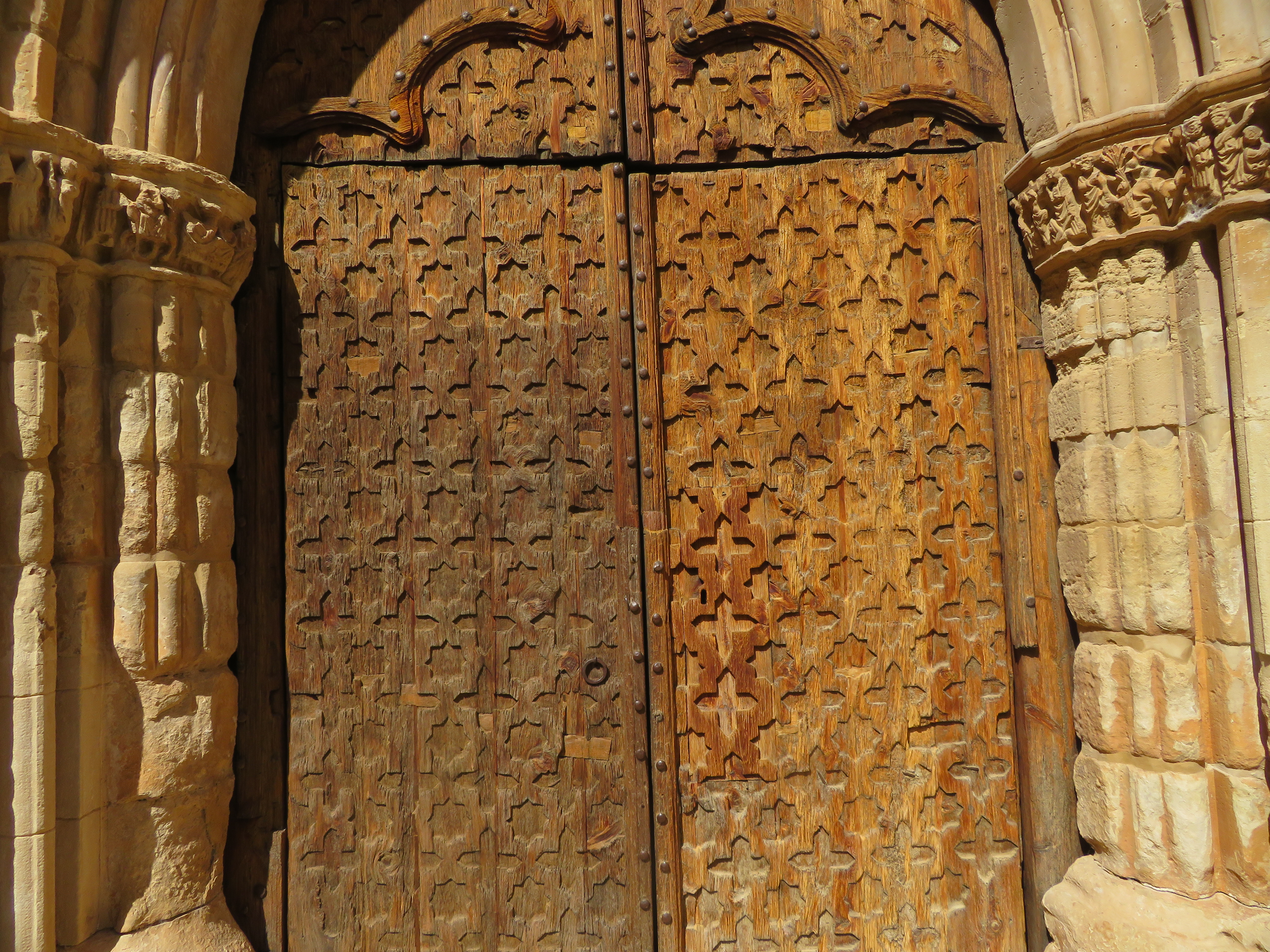
Carpintería mudéjar en el santuario Virgen de la Fuente

- Virgen de la Fuente, reconocida como patrimonio de la humanidad, con antigua iglesia mudéjar.
- Museo Dinópolis con el primer ejemplar encontrado de dinosaurio de la especie Tastavinsaurus (Zona paleontológica).
- Puertos de Tortosa-Beceite
- Rocas de Masmut, nombre con posible origen bereber (los Masmuda), [cita requerida] y donde se practica la escalada. Otra posibilidad es que sea simplemente "masía del mudo".
- Creu del Llop, que rememora la muerte de un niño por un lobo.
- Encanader, pico más alto de la comarca del Matarraña (1.393 m.)
- Barranco de la Escresola, de alto interés paisajístico.
- Museo etnológico Lo Masmut

## Símbolos

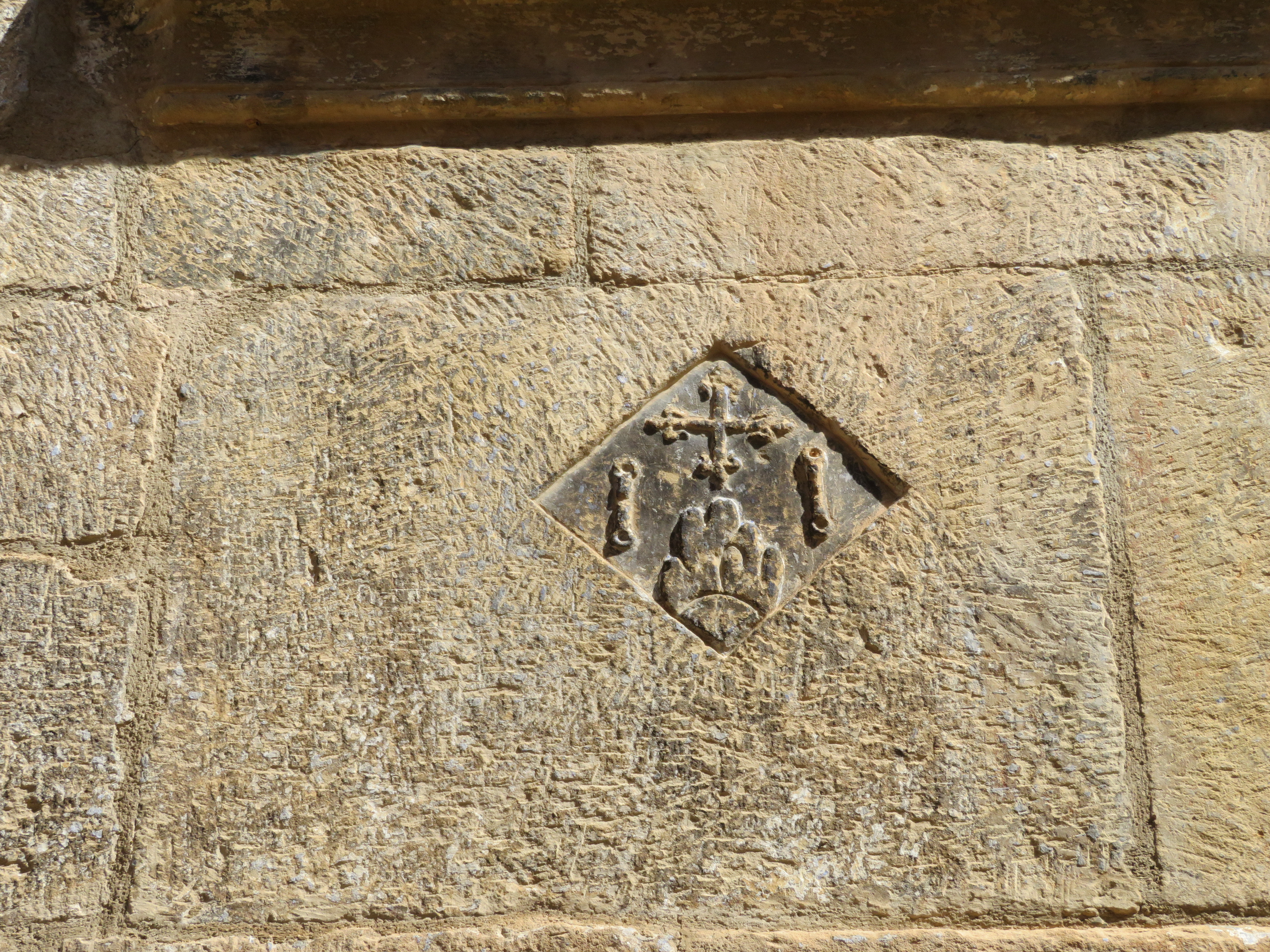
Escudo heráldico municipal

El escudo heráldico que representa al municipio fue aprobado oficialmente el 24 de octubre de 1985. Se blasona de la siguiente manera:

De plata, unas peñas "royas" o de gules, alusivas al nombre de la localidad como piezas parlantes, surmontadas de la cruz flordelisada de gules, insignia de los dueños históricos del territorio municipal, los calatravos. Ambas piezas van flanqueadas por dos trabas de sable (negro). Al timbre, corona real cerrada.
Boletín Oficial de Aragón n.º 94 de 8 de noviembre de 1985

La Real Academia de la Historia emitió su informe en sentido favorable, sugiriendo como timbre del escudo la corona real cerrada, y que el escudo fuera cuadrilongo y redondeado en su parte inferior, sin adorno exterior alguno.

## Hermanamientos
- Vallibona (España)